# Pelion Mountain
Pelion Mountain är ett berg i Kanada.   Det ligger i provinsen British Columbia, i den sydvästra delen av landet, 3 500 km väster om huvudstaden Ottawa. Toppen på Pelion Mountain är 2 278 meter över havet, eller 667 meter över den omgivande terrängen. Bredden vid basen är 4,5 km.
Terrängen runt Pelion Mountain är huvudsakligen mycket bergig.Runt Pelion Mountain är det mycket glesbefolkat, med 2 invånare per kvadratkilometer.. Det finns inga samhällen i närheten.